# Angel Bismark Curiel
Angel Bismark Curiel, né 16 octobre 1995 à Liberty City, est un acteur américain. Il est connu pour son rôle de Lil Papi Evangelista dans la série télévisée Pose.

## Biographie
Angel Bismark Curiel a étudié à l'université Pace à New York. Il arrête ses études après avoir décroché son rôle dans Pose.
Il est en couple avec Janet Mock, productrice, scénariste et réalisatrice de Pose.

## Filmographie

### Cinéma
- 2016 : American Adrift : Cameron Fernandez
- 2018 : Night Comes On : Store attendant
- 2018 : Monsters and Men (en) : Jushua
- 2018 : Critical Thinking : Rodelay Medina

### Télévision
- 2018 - 2021 : Pose : Lil Papi Evangelista (18 épisodes)
- 2024 : American Horror Stories : Finn (saison 3, épisode 8)